# Opération Enduring Freedom - Trans Sahara
Guerre du Sahel
L'opération Enduring Freedom – Trans Sahara (OEF-TS) est le nom donné à une opération militaire conduite par les États-Unis et d'autres pays partenaires dans la région du Sahara/Sahel en Afrique, et qui a pour but de mener des actions de contre-terrorisme et à réguler le trafic d'armes et le trafic de drogues en Afrique centrale. Elle fait partie de la lutte globale contre le terrorisme. La seconde mission de l'OEF en Afrique est l'Operation Enduring Freedom - Corne de l'Afrique (OEF - HOA).

## Déploiement

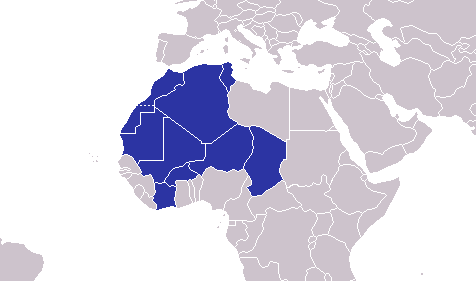
États du Maghreb et du Sahel touchés par les groupes armés salafistes.

La Joint Task Force Aztec Silence (en) (JTF Aztec Silence) est une organisation interarmées dont le but est d'effectuer les missions et de remplir les objectifs de l'OEF-TS. La JTF est une composante du United States European Command (EUCOM) mais à la suite de l'annonce en septembre 2007, de la création du United States Africa Command (USAFRICOM), sa mission passe sous la responsabilité de ce dernier.
Le Congrès des États-Unis décide en 2005, d'allouer la somme de 500 millions de dollars à la Trans-Saharan Counterterrorism Initiative (en) (TSCTI) pour les six années à venir, afin de soutenir financièrement les États africains impliqués dans la lutte antiterroriste contre Al-Qaïda que sont l'Algérie, le Tchad, le Mali, la Mauritanie, le Niger, le Sénégal, le Nigéria, et le Maroc. Ce programme s'appuie sur l'ancien Pan Sahel Initiative (en) (PSI), qui s'est achevé en décembre 2004 et qui s'était focalisé sur les trafics d'armes et de drogues, ainsi que le contre-terrorisme. TSCTI comprend une composante militaire et non militaire. OEF-TS es est la première. Pour la deuxième on trouve les aides à l'éducation de l'USAID, la sécurité aéroportuaire, le département du Trésor ainsi que les aides du département d'État américain.
Le Canada a déployé au cours de l'année 2011 des équipes de moins de 15 personnes appartenant au CSOR au Mali, afin d'aider à combattre les militants dans le Sahara. Cependant les forces spéciales canadiennes ne combattent pas, mais entrainent seulement les soldats maliens aux techniques militaires de base. Leur domaine d'intervention inclut les communications, l'aménagement, l'aide de première urgence, ainsi que l'assistance à la population locale.
Selon le New York Times, trois des quatre unités d'élite maliennes à commandement touareg, formées par les États-Unis dans les années 2000 ou 2010, sont passées dans le camp des rebelles lors de la Guerre du Mali,.

## Buts

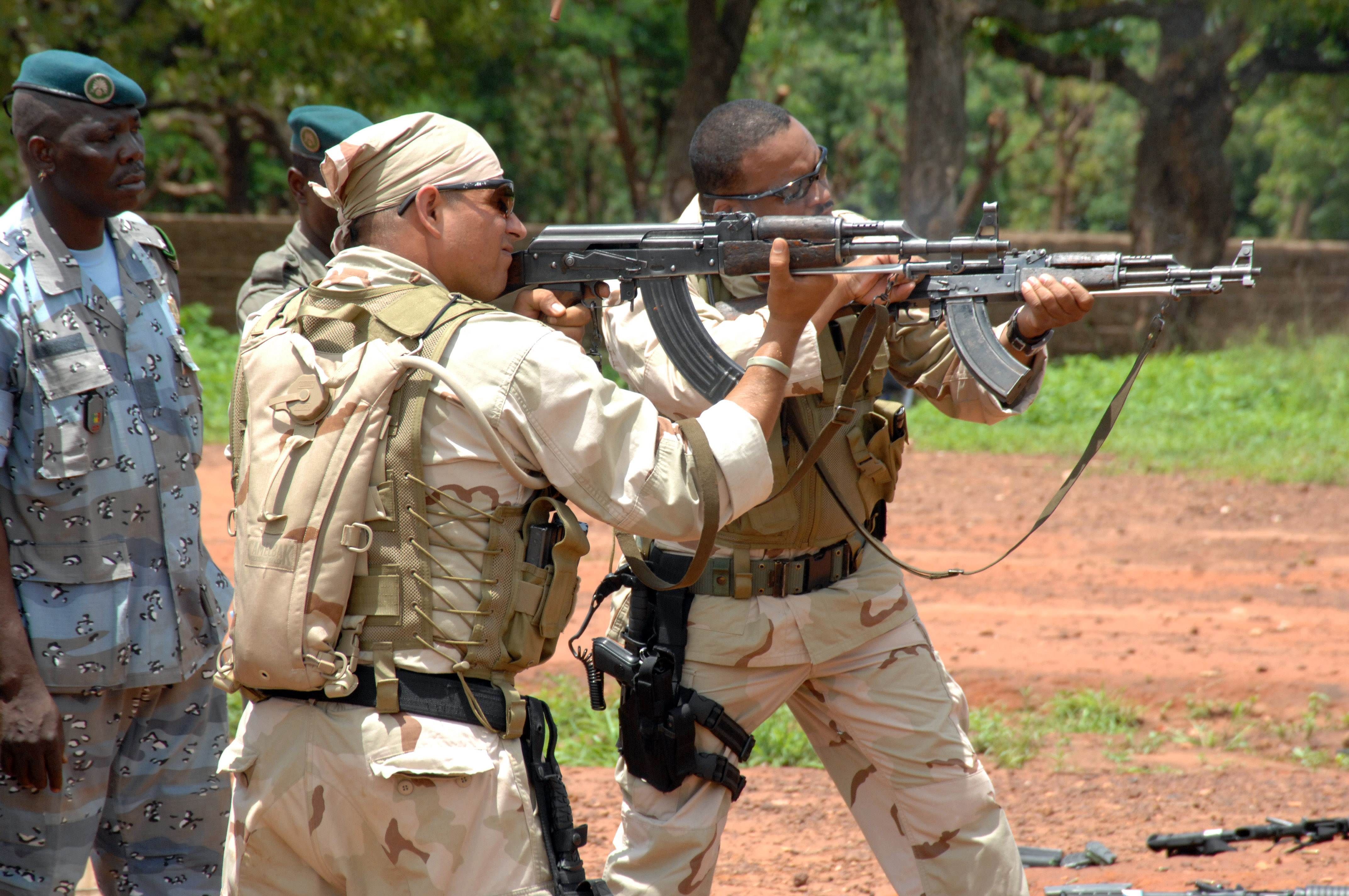
Soldats de la US Navy lors d'un entraînement au Norinco type 56 avec des gendarmes maliens, août 2007.

L'opération est annoncée par l'USAFRICOM comme étant une mission de formation destinée à permettre à 10 pays d'acquérir les compétences nécessaires afin de combattre les insurgés dans la région. Le commandement américain pour l'Afrique déclare à ce sujet :
« OEF-TS est la troisième priorité du gouvernement des États-Unis dans la lutte contre le terrorisme dans le cadre des actions du TSCTP (Trans-Sahara Counter Terrorism Partnership) mais sans en être exclusive. OEF-TS améliore le TSCTP en créant des relations de paix, de sécurité et de coopération entre tous les pays transsahariens. OEF-TS encourage la collaboration et la communication entre les pays participant. De plus, OEF-TS renforce la sécurité aux frontières et la lutte antiterroriste, promeut une gouvernance démocratique, renforce les échanges militaires bilatéraux, et contribue au développement et au renforcement des institutions. USAFRICOM, au travers de l'OEF-TS, offre formation, équipement, assistance et conseils aux forces armées des nations partenaires. Cela accroît leurs capacités et leurs aptitudes à refuser de donner refuge aux terroristes et à combattre l'extrémisme et les activités terroristes dans la région ».